# Північний острів (Нова Зеландія)
Північний острів (англ. North Island, маорі Te Ika-a-Māui) — один з островів у південній частині Тихого океану на південному-сході від Австралії. Острів відділений від Австралії Тасмановим морем, від Південного острова — протокою Кука. Площа острова 113 729 км². На островах Північний і Південний розташована Нова Зеландія.
У 19-му сторіччі острів мав назву Новий Ольстер.

## Вулканізм і сейсмічність
Острів лежить на одній з острівних дуг, що проходять по західній околиці Тихого океану і є частиною Тихоокеанського вогняного кола. Один з найвідоміших вулканів острова — Руапеху, сильне виверження якого спостерігалося у 1945 році. Виверження вулкана також відбувалися у 1995—1996 роках, останнє виверження спостерігалося у 2007 році. Для острова характерний не тільки вулканізм, а й значна сейсмічна активність — за рік реєструється кілька сотень землетрусів, бувають тут і дуже сильні землетруси. Під час землетрусу 1929 року біля міста Уестпорта земля місцями була піднята на висоту п'ятиповерхового будинку. 3 лютого 1931 у результаті землетрусу магнітудою 7,8 бала було зруйновано місто Нейпір. Всього в містах Нейпір і Гастінгс загинуло 256 осіб. Деякі ділянки сьогоднішнього Нейпіра, які були під водою, землетрус підняв над рівнем моря.

## Природа острова
Гірська система Південного острова, уриваючись вузькою протокою Кука, продовжується на Північному острові хребтами Тараруа, Руахіне, Каїманава і Хуїарау. На північ і захід від хребта Каїманава тягнеться плато, покрите вулканічним попелом, лавою і пемзовими відкладами. Над ним підносяться три вулканічні піки — Руапеху (2797 м), Тонгаріро (1968 м) і Нгаурухое (2290 м). На захід від плато підіймається симетрична гора Егмонт (2518 м), що панує в цій частині країни. Загалом гористий і горбистий рельєф займає 63 % площі Північного острова.
На північно-східному узбережжі Північного острова вирізняється скелястий мис Ґейбл-енд-Форленд.
У центрі Північного острова розташоване найбільше в Новій Зеландії озеро — Таупо (площа 606 км², глибина бл. 159 м). З нього витікає найдовша річка країни — Ваїкато (425 км). Навколо Роторуа і Ваїракеї зустрічаються гарячі джерела, ґейзери і грязьові «казани» (Північний остів — одна з шести точок на планеті Земля, де найбільше скупчення гейзерів — 51 активний гейзер). У Ваїракеї геотермальну пару використовується для отримання електроенергії. На крайній півночі острова знаходяться великі поля піщаних дюн. Місцями вздовж західного узбережжя на пляжах зустрічаються виходи залізистих пісків.
Для охорони природи на острові створені національні парки Уревера, Егмонт, Урігануї, Тонгаріро і лісопарки Пуреора, Фірінакі, Каїманова, Кавека, Тараруа, Хоронгі, Руахіне.

## Клімат
Півострів Окленд, який розташований в північно-західній частині Північного острова, знаходиться в субтропічному кліматичному поясі, але більша частина острова лежить в помірному кліматичному поясі. Середньорічна температура становить +16 °C.

## Населення
На острові розташовані основні міста країни, зокрема найбільші в Новій Зеландії — Окленд і столиця країни — Веллінгтон. Інші значні міста — Гамільтон, Палмерстон-Норт, Нью-Плімут, Нейпір.
Три чверті (76.54 %) населення Нової Зеландії мешкає на Північному острові 3 422 000 осіб (оц.2013-07-01). .

## Адміністративний устрій
Адміністративно острів розбивається на 9 регіонів, ще 7 розташовані на Південному острові. Регіони Окленд та Гісборн є однорівневими та всі функції надаються на регіональному рівні, решта регіонів складаються з кількох територіальних управлінь (округів), які й забезпечують більшість послуг, а регіональні ради здійснюють загальне управління.
51 з 67 територіальних управлінь розташовані на острові.
| #                                                                           | Назва             | Англійська         | Маорі                     | Центр           | Площа (тис. км2) | Населення (оц.2013-07-01) |   | Код (ISO 3166-2) |
| --------------------------------------------------------------------------- | ----------------- | ------------------ | ------------------------- | --------------- | ---------------- | ------------------------- | - | ---------------- |
| 1                                                                           | Нортленд          | Northland          | Te Tai tokerau            | Вангареі        | 13 941           | 158 700                   | ▲ | NZ-NTL           |
| 2                                                                           | Окленд*           | Auckland           | Tāmaki-makau-rau          | Окленд          | 5,600            | 1 529 300                 | ▲ | NZ-AUK           |
| 3                                                                           | Ваїкато           | Waikato            | Waikato                   | Гамільтон       | 25 598           | 418 500                   | ▲ | NZ-WKO           |
| 4                                                                           | Бей оф Пленті     | Bay of Plenty      | Te Moana a Toi Te Huatahi | Вакатан         | 12 447           | 278 100                   | ▲ | NZ-BOP           |
| 5                                                                           | Гісборн*          | Gisborne           | Te Tai Rāwhiti            | Гісборн         | 8,351            | 46 700                    | ▼ | NZ-GIS           |
| 6                                                                           | Хоукіс Бей        | Hawke's Bay        | Te Matau a Māui           | Нейпір          | 14 164           | 155 000                   | ▲ | NZ-HKB           |
| 7                                                                           | Таранакі          | Taranaki           | Taranaki                  | Стретфорд       | 7,273            | 110 500                   | ▲ | NZ-TKI           |
| 8                                                                           | Манавату-Вангануї | Manawatu-Whanganui | Manawatu Whanganui        | Палмерстон Норт | 22 215           | 232 700                   | ▲ | NZ-MWT           |
| 9                                                                           | Веллінгтон        | Wellington         | Te Whanga-nui-a-Tara      | Веллінгтон      | 8,124            | 492 500                   | ▲ | NZ-WGN           |
|                                                                             | Північний острів  | North Island       | Te Ika-a-Māui             |                 | 115 787          | 3 422 000                 | ▲ | NZ-N             |
| * — Регіональні ради, котрі також мають функції територіального управління. |                   |                    |                           |                 |                  |                           |   |                  |

## Галерея зображень

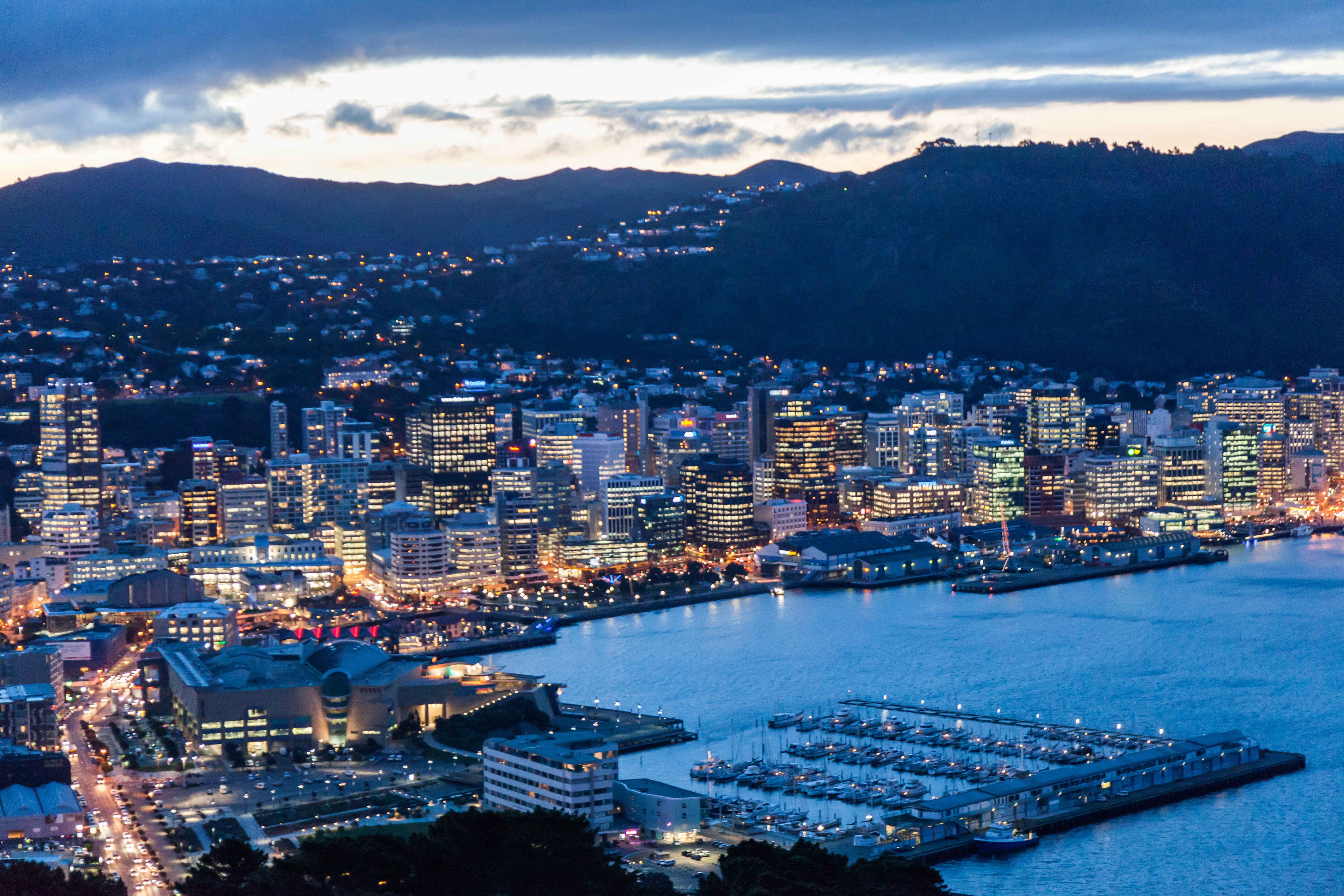
Веллінгтон, столиця Нової Зеландії
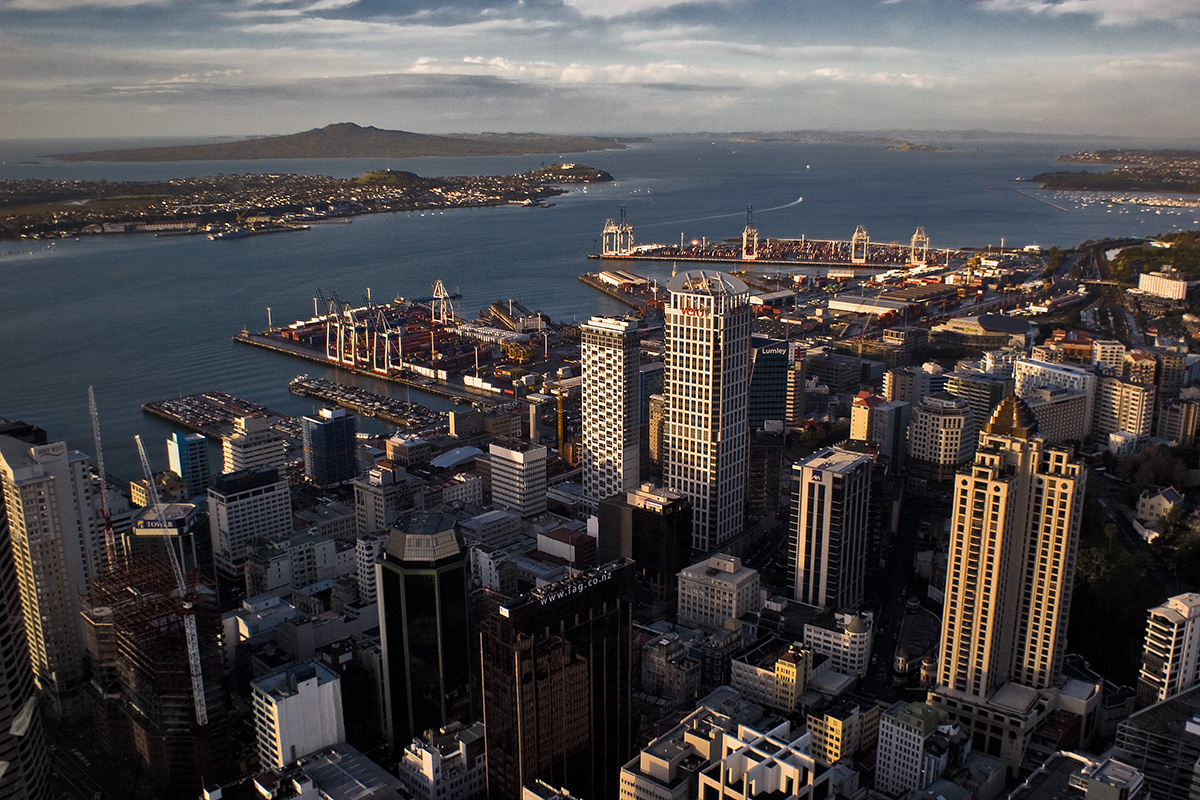
Окленд
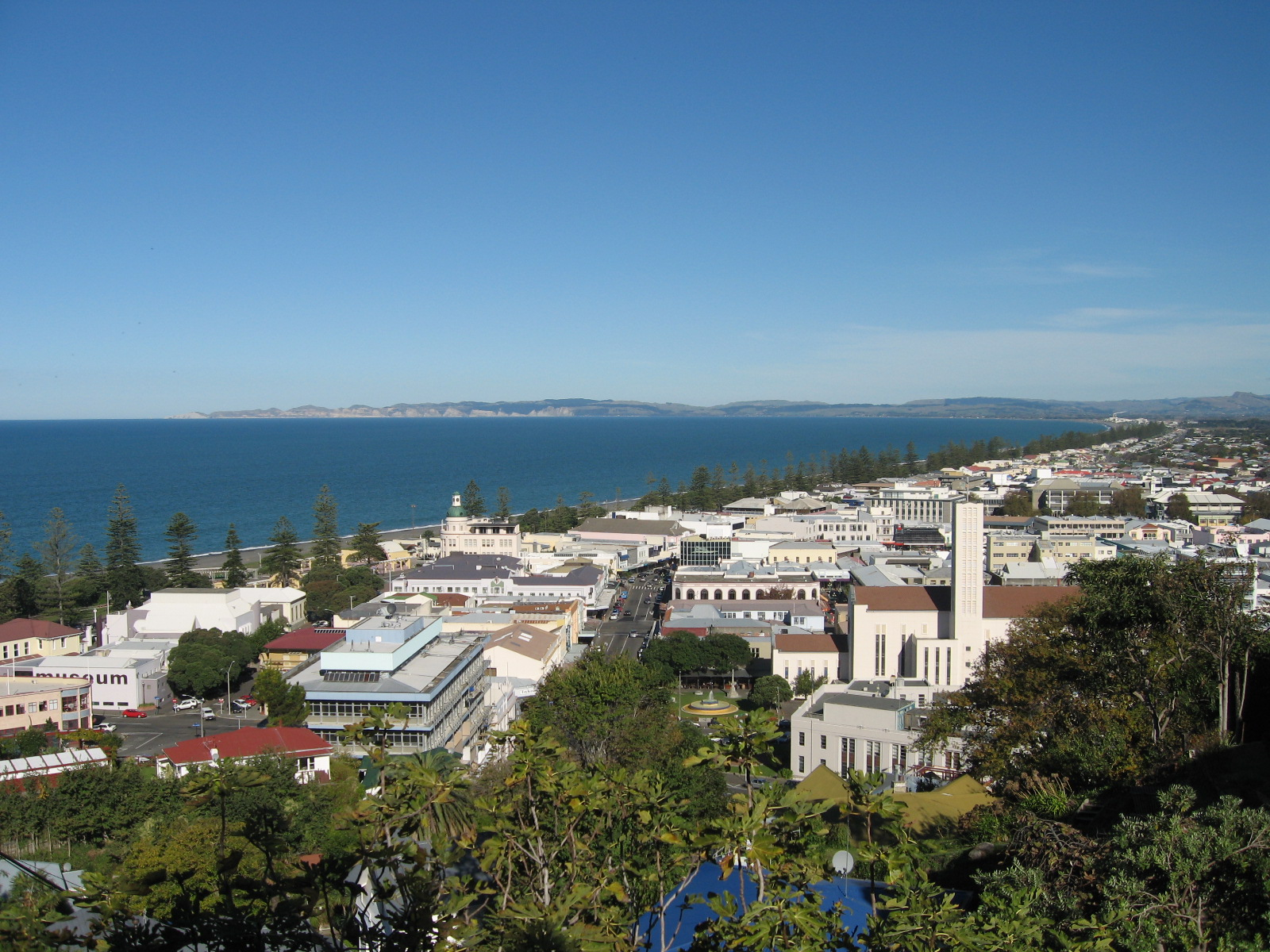
Нейпір
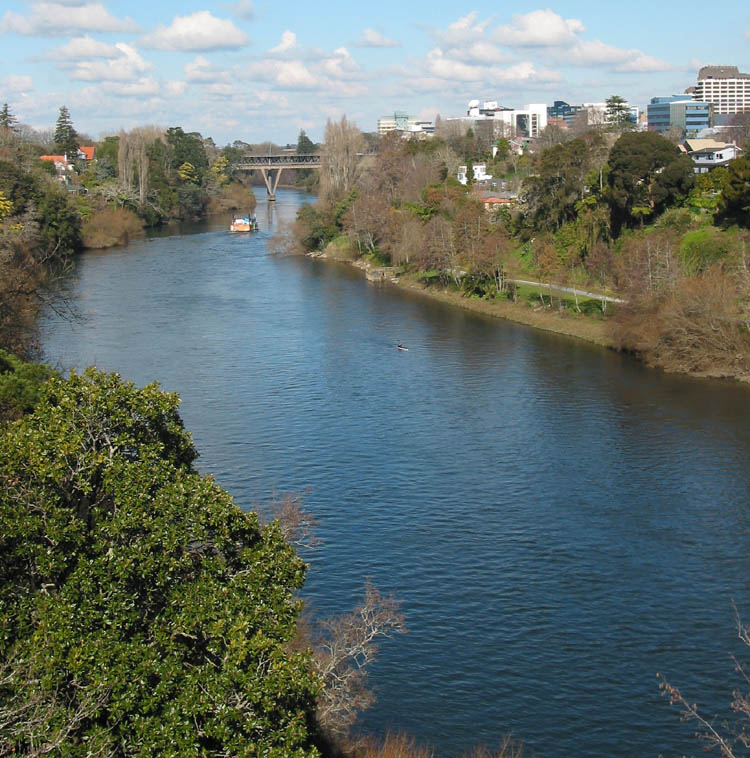
Ваїкато, найдовша річка країни
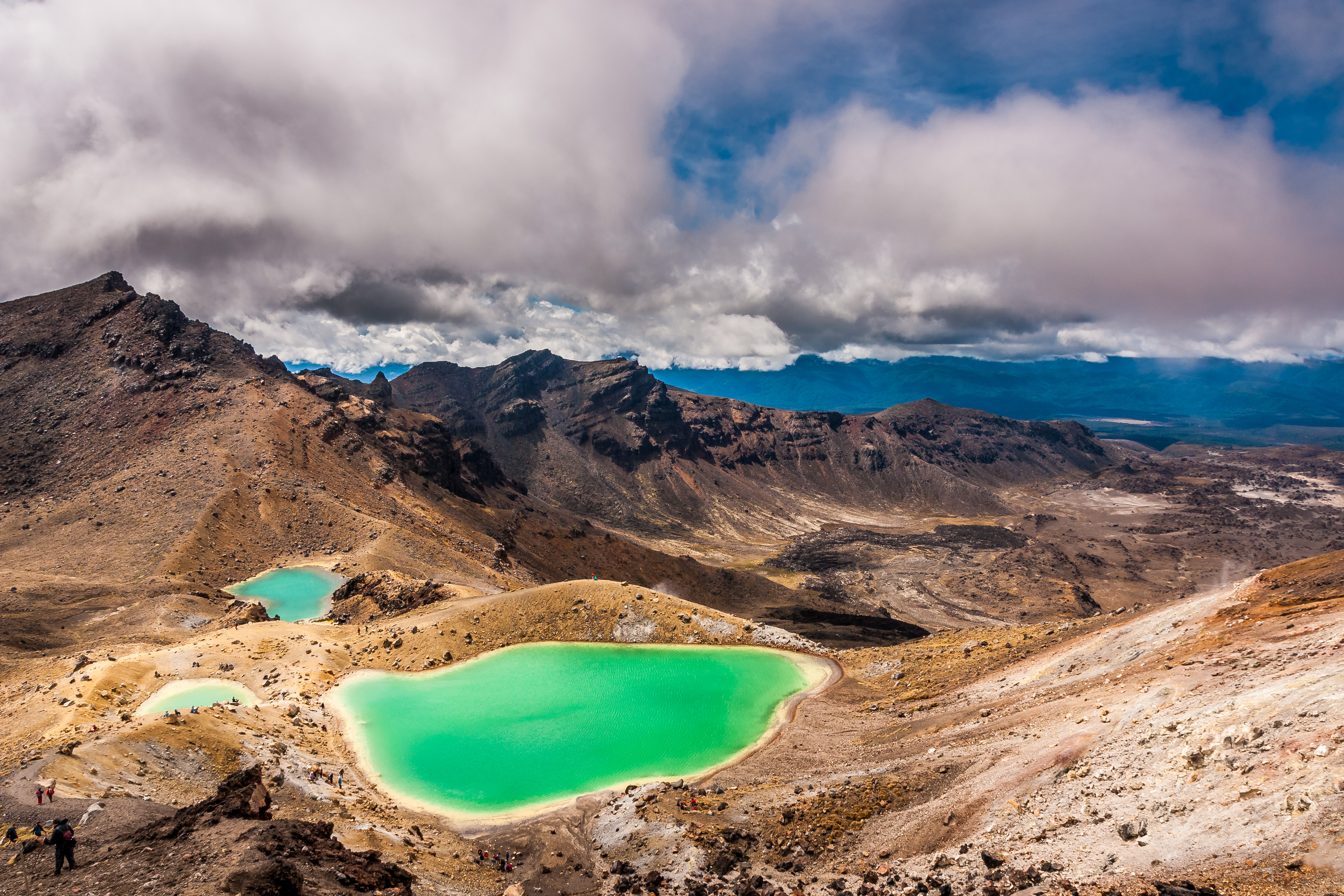
Озеро Емералд, гора Тонгаріро
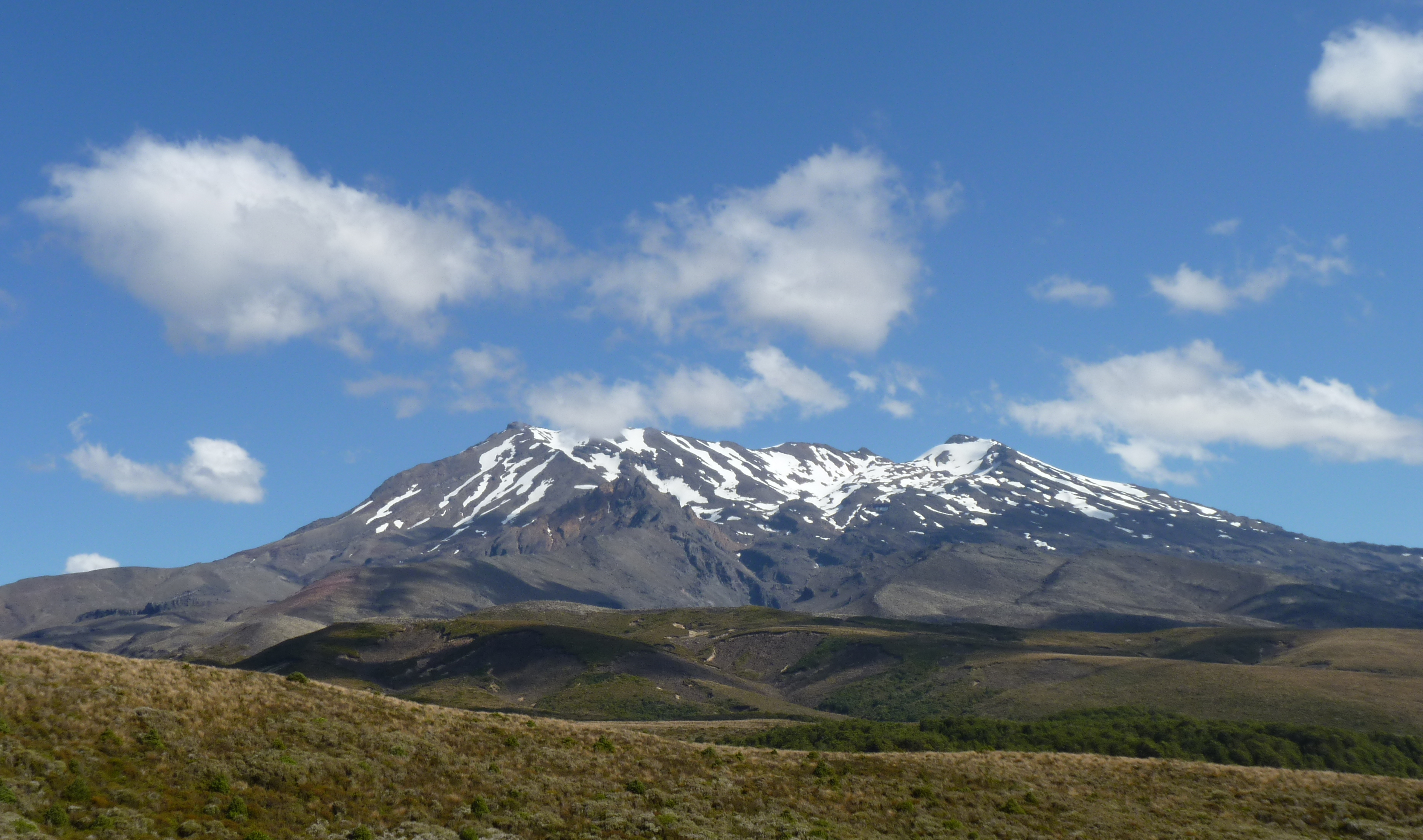
Вулкан Руапеху, найвища точка острова
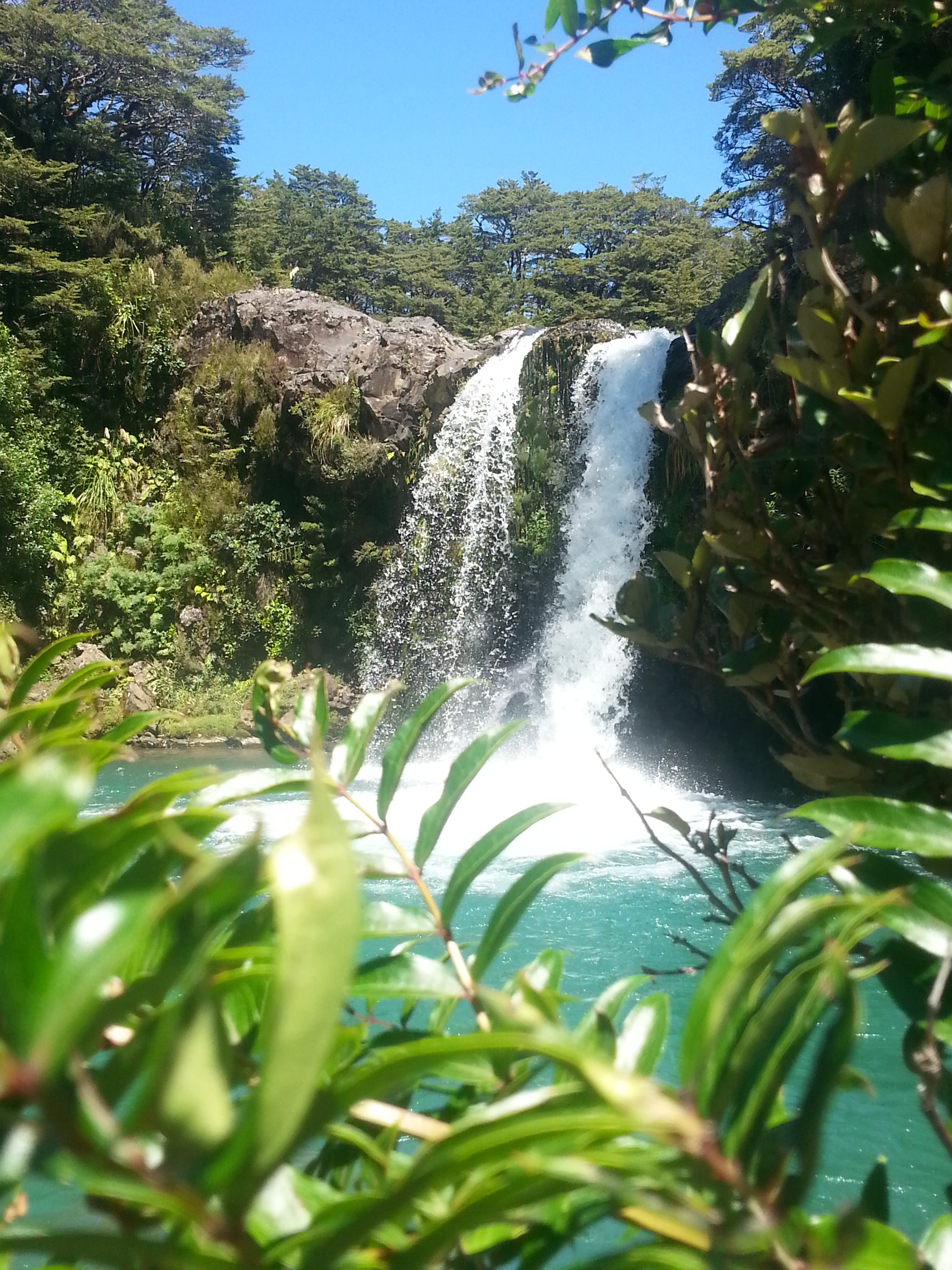
Водоспад Таухай, національний парк Тонгаріро
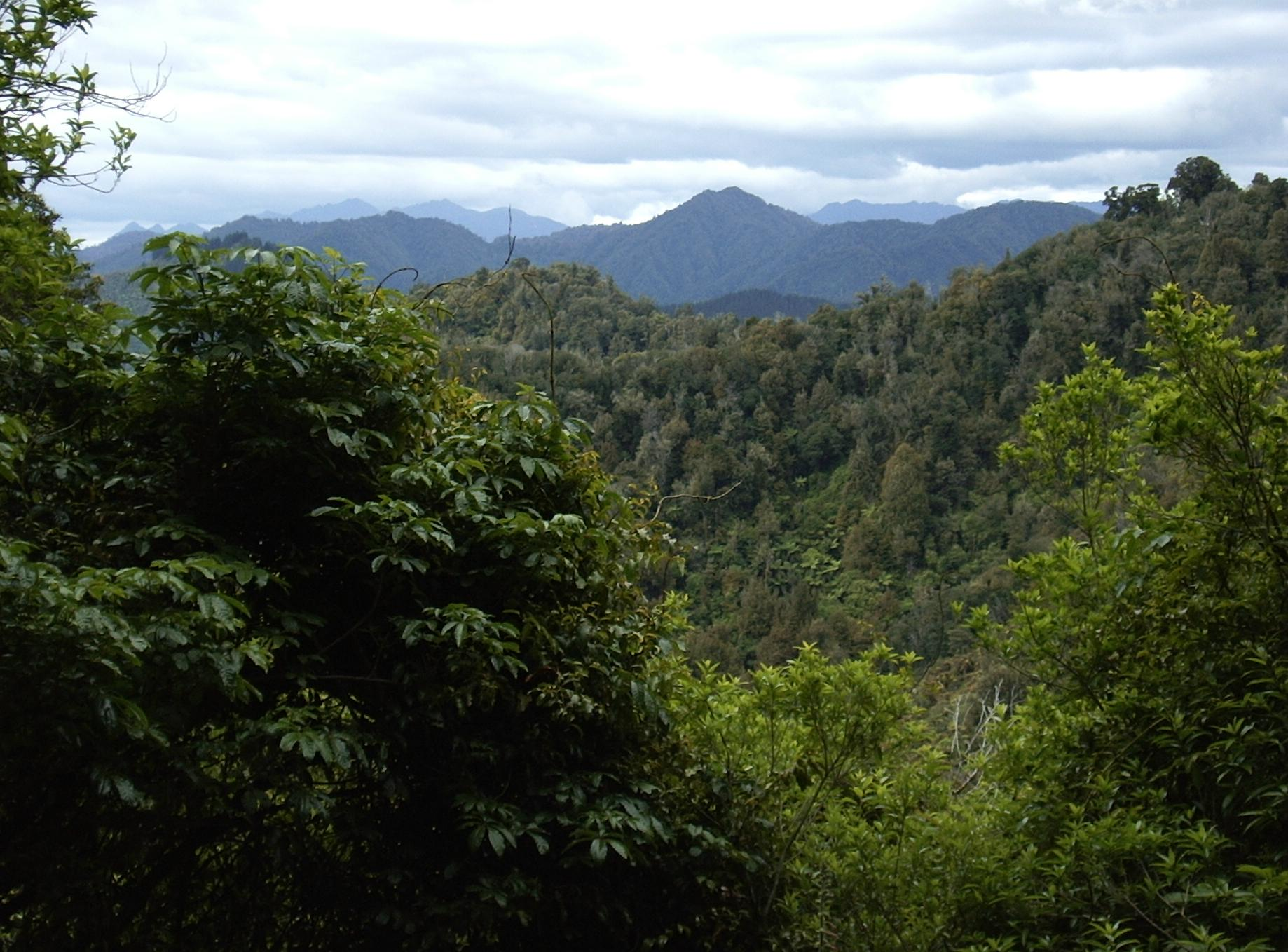
Національний парк Уревера